# Huis Schmithausen
Huis Schmithausen is een kasteel in  Kellen, gemeente Kleef in Noordrijn-Westfalen. 
Het rococoslot uit de 18e eeuw is sinds 1993 ingebruik als kantoor van de Euregio Rijn-Waal.

## Beschrijving
Het bouwkundig monument is van Kreis Kleve en ligt aan de Emmericher Straße (B220) op de linkeroever van natuurgebied Kellener Altrhein. De huidige straatzijde van het huis in de stijl van het Hollands classicisme ligt op het noordoosten. Dit was vroeger de tuinzijde. Het huis ligt omgeven door bomen een stuk lager dan de verkeersweg. Het middendeel telt twee verdiepingen met een klokvormig dak met een belvedère. Aan de straatzijde heeft het hoge ramen en een balkon. De twee zijvleugels hebben mansardedaken met dakkapellen. Ook de voorgevel op het zuidoosten is symmetrisch, met een centraal ingangsportaal boven enkele traptreden.
Op het kasteelterrein net achter de Kleverhammer bandijk staat sinds 2004 ook een modern conferentiegebouw. Dit is een ovaal glazen gebouw van twee verdiepingen voor bijeenkomsten. Bovenop de dijk staat een houten wegkruis naast een oorlogsmonument met stenen reliëfs door Arno Breker. Achter het huis ligt het gebouw van een agrarisch bedrijf met onder andere een grote vloedstal voor stierenhouderij.

## Geschiedenis
Het slot gaat terug op een tweedelige middeleeuwse waterburcht met poortgebouw die in 1442 voor het eerst genoemd werd. De plek Smithuysen was een kleine nederzetting met tolhuis aan de Rijn tussen Kellen en Warbeyen.
Jan de Beijer maakte in 1744 een tekening van het kasteel. Deze werd door Paulus van Liender als prent uitgewerkt en opgenomen in het album Het verheerlykt Kleefschland.
Tussen 1935 en 1940  was het bouwwerk in gebruik als landbouwschool. Binnen zijn delen van het oorspronkelijke rococo-interieur bewaard gebleven.

### Bezitters
- rond 1770 gebouwd als landhuis voor Hans Christian von der Meyen
- verkocht aan Casimir Bilgen die interieurdecoratie liet aanbrengen
- opvolging aan familie Von Dewall
- sinds 1993 Kreis Kleve

### Renovaties
- 1770 bouw in de stijl van het Hollands classicisme
- 2003 grootonderhoud met onder andere versteviging van het fundament
- 2005 opening conferentiegebouw voor ca. 200 personen[1]

## Afbeeldingen

Huis Schmithausen in Kellen
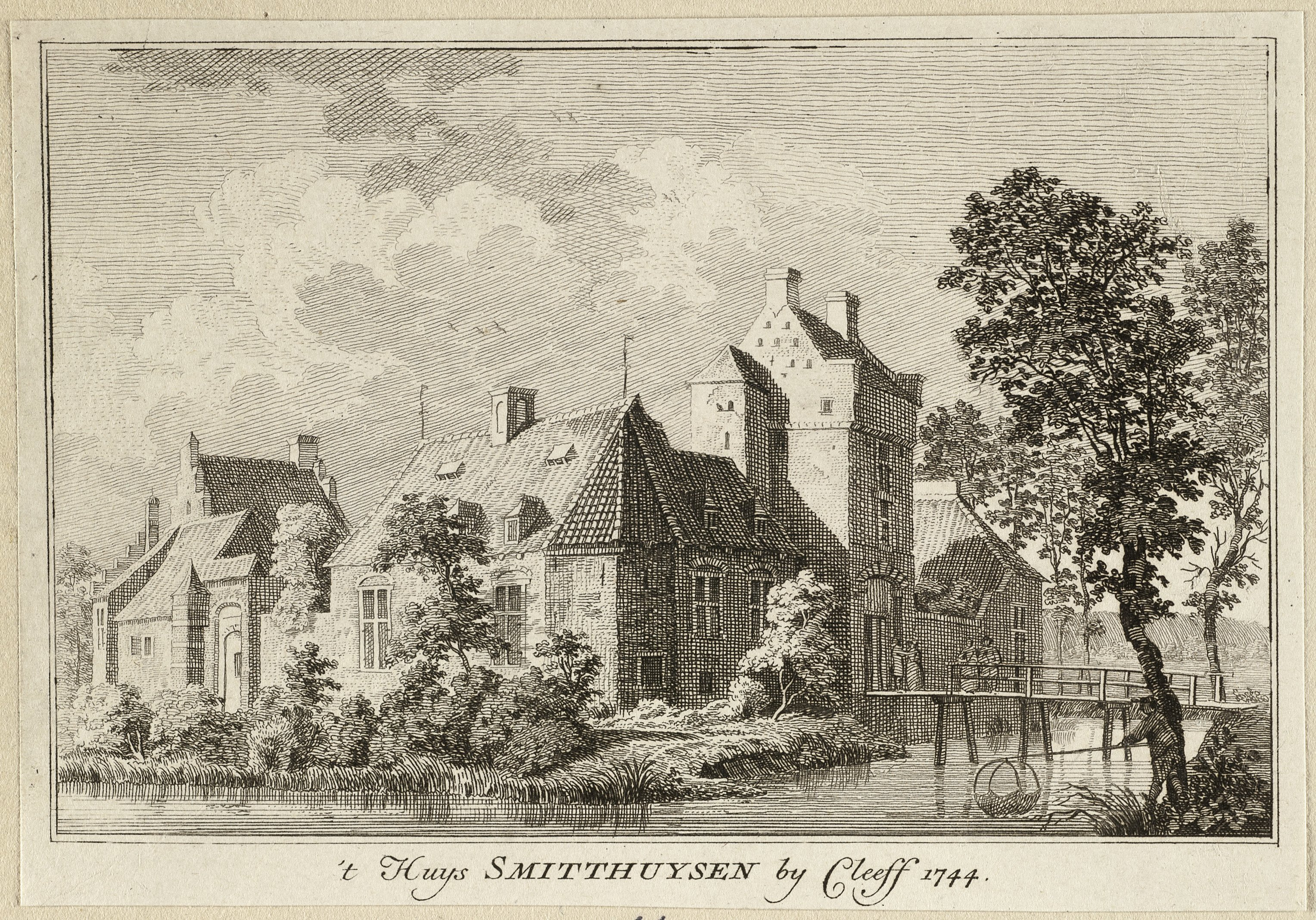
gezicht op huis Schmithausen, naar een tekening van Jan de Beijer uit 1744
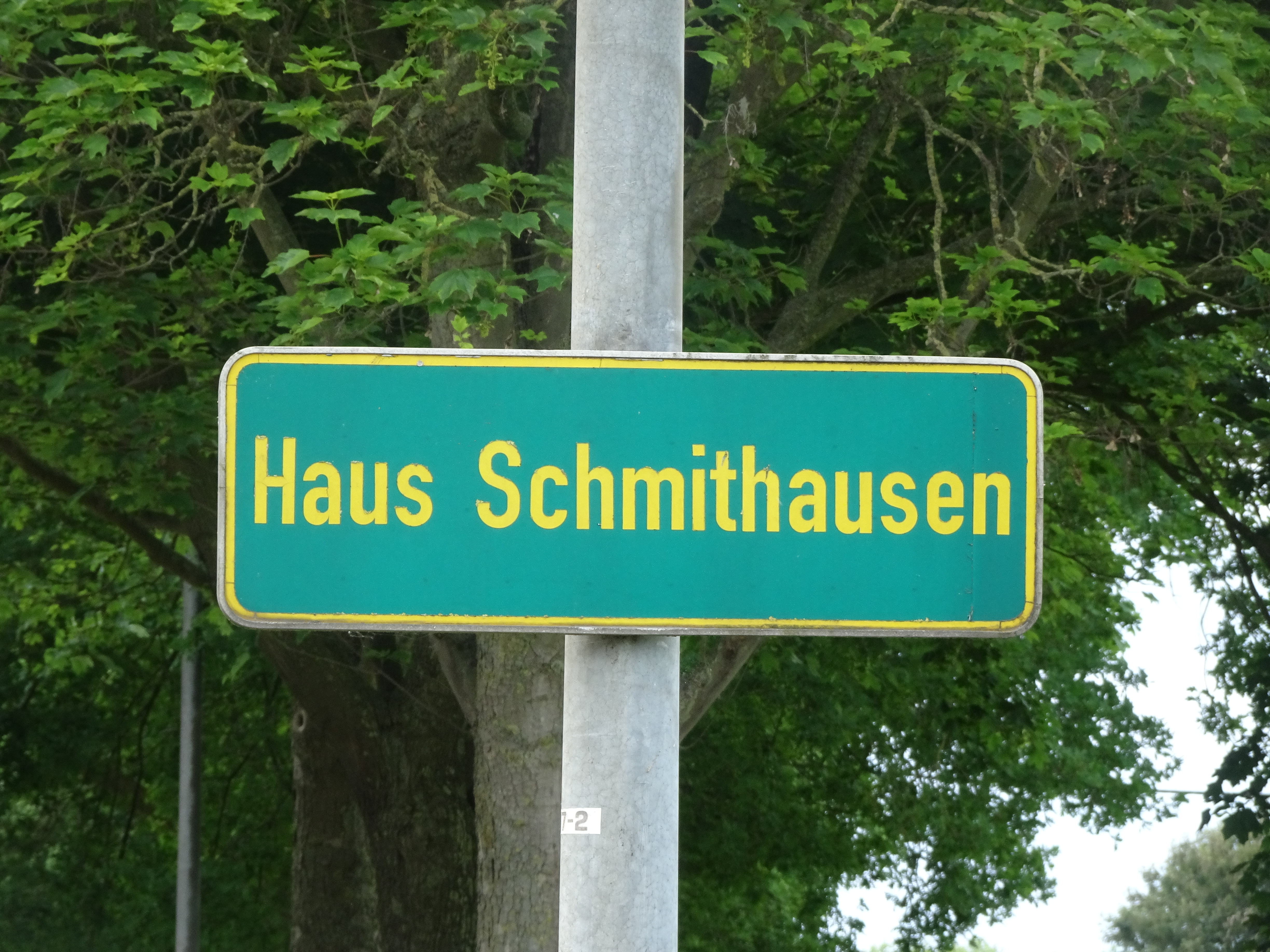
Haus Schmithausen
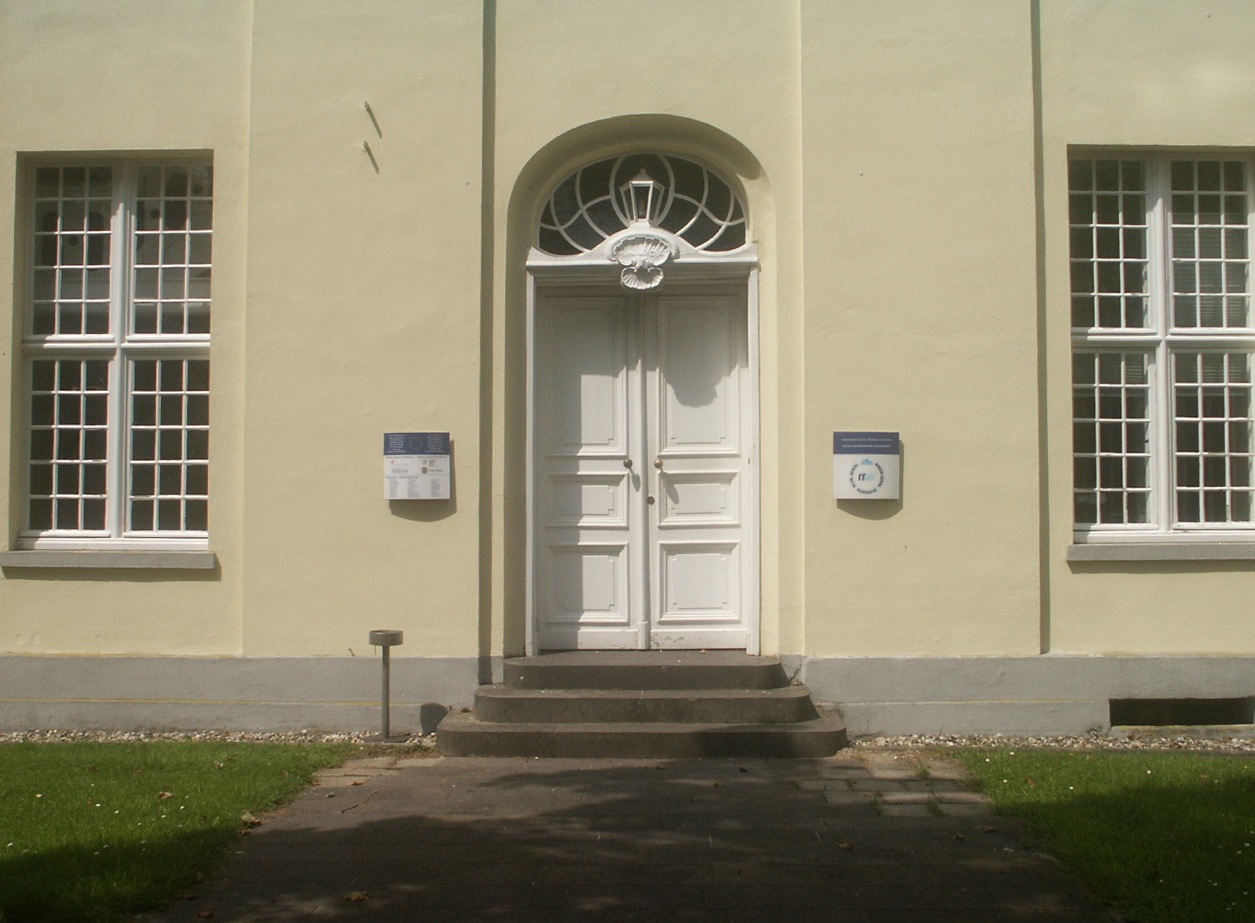
ingangsportaal
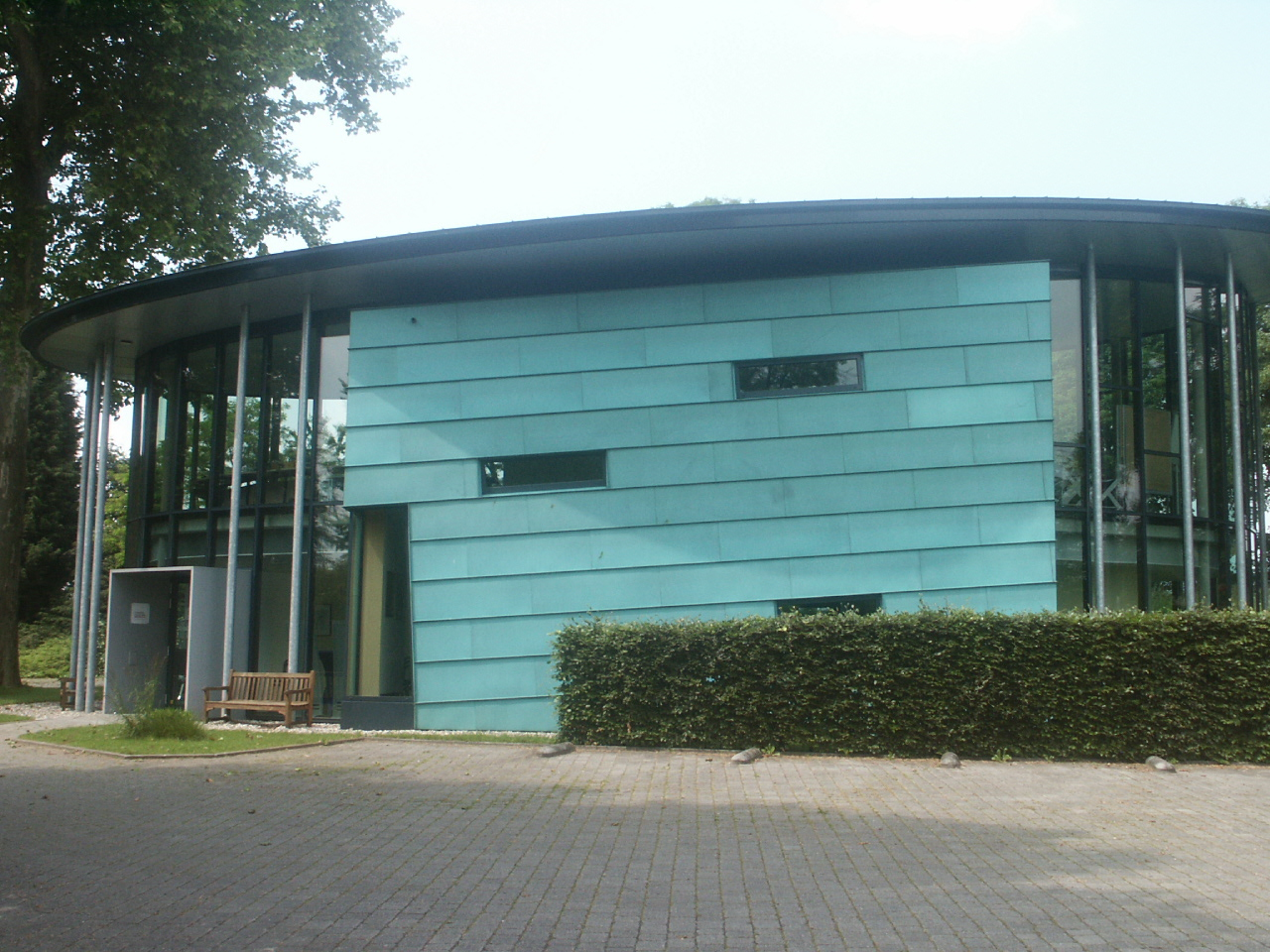
modern bijgebouw
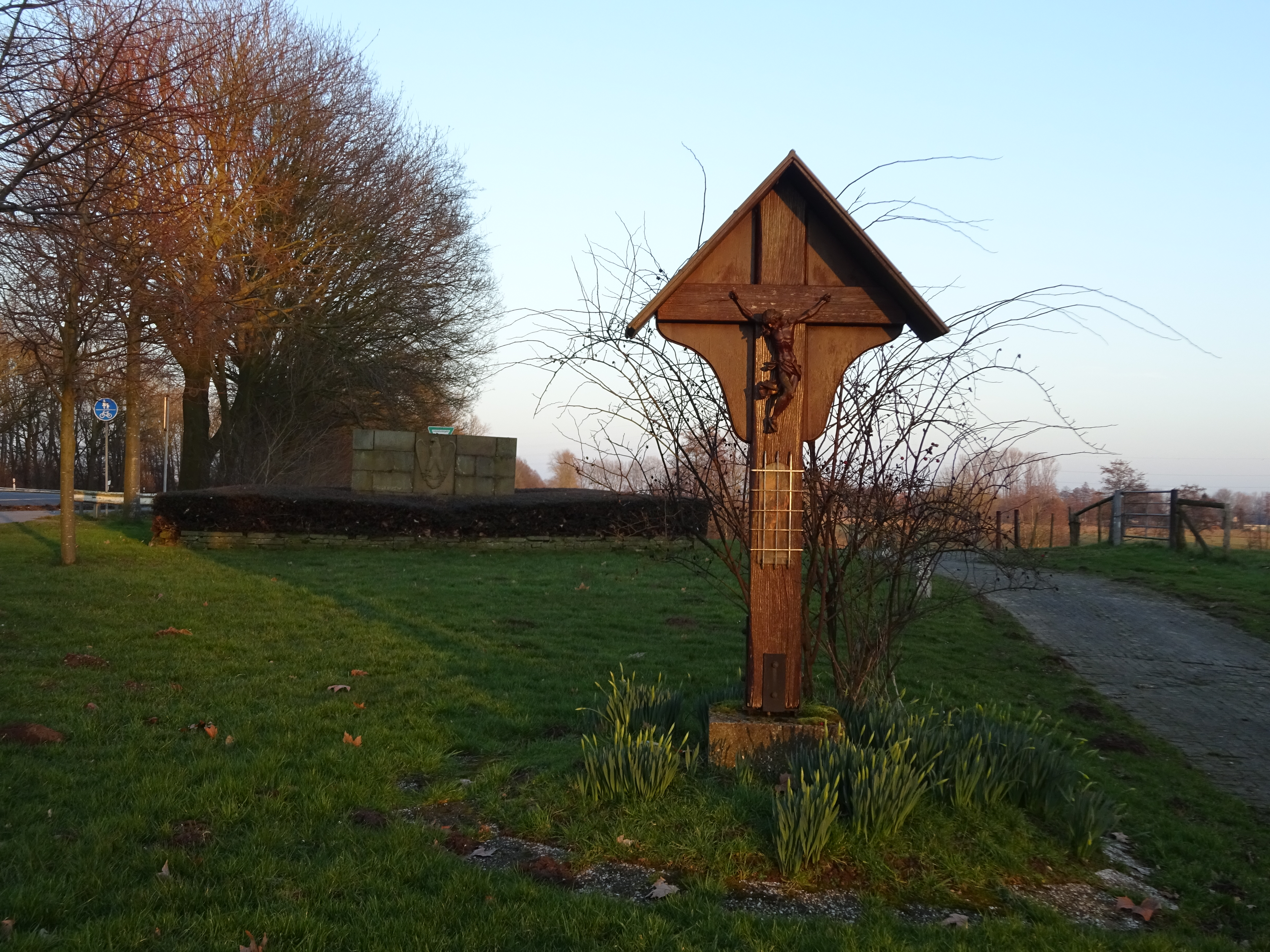
Wegkruis
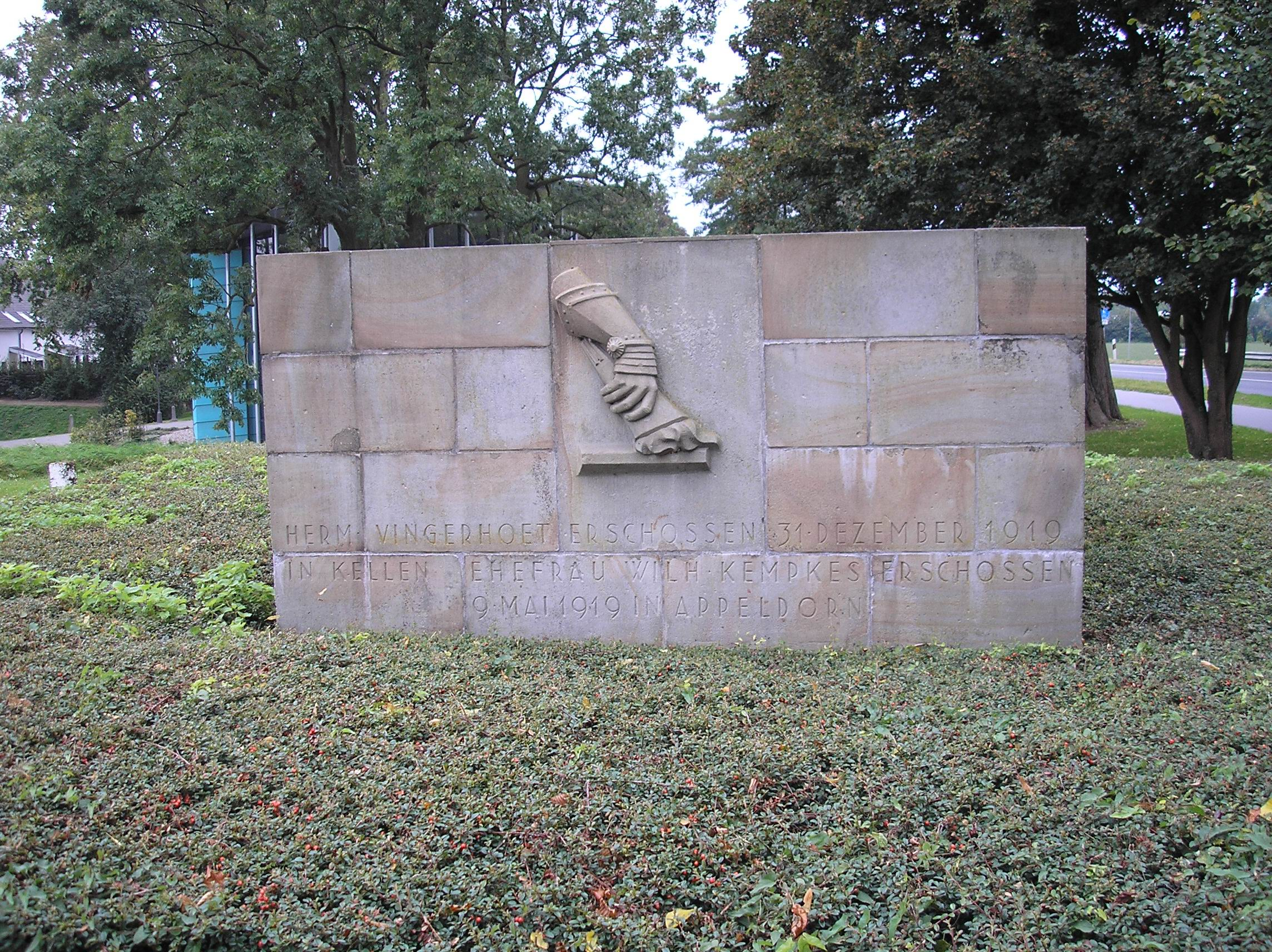
Denkmal door Arno Breker